# Joachim Schulze (Romanist)
Joachim Schulze (* 18. Februar 1938; † 25. Juli 2016) war ein deutscher Romanist. 
Schulze studierte Romanistik und Germanistik an den Universitäten München und Bonn und wurde 1966 mit der Arbeit Enttäuschung und Wahnwelt: Studien zu Charles Nodier Erzählungen zum Dr. phil. promoviert. Er war Dozent an der Ruhr-Universität Bochum und habilitierte sich 1974 mit einer Schrift über Giambattista Marino. Am 1. März 1976 erhielt er in Nachfolge von Georg Rudolf Lind einen Ruf auf die Professur für Romanische Philologie an die Ruhr-Universität Bochum. 2003 wurde er emeritiert.
Er war verheiratet mit Elisabeth Schulze-Witzenrath.

## Schriften
- Enttäuschung und Wahnwelt: Studien zu Charles Nodiers Erzählungen, Bonn 1966
- Formale Themen in Gian Battista Marinos Lira, Grüner Amsterdam 1978, ISBN 90-6032-096-4
- Montales Anfänge: Imitatio, Meditation der Landschaft und Wandlung der Wirklichkeit in "Ossi di seppia", Winter Heidelberg 1983, ISBN 3-533-03202-7
- Celan und die Mystiker. Motivtypologische und quellenkundliche Kommentare, Bouvier  1976 (2. Aufl. 1983), ISBN 3-416-01200-3
- Sizilianische Kontrafakturen: Versuch zur Frage der Einheit von Musik und Dichtung in der sizilianischen und sikulo-toskanischen Lyrik des 13. Jahrhunderts, Niemeyer Tübingen 1989, Nachdruck 2010, ISBN 3-484-52230-5
- Ballata und Ballata-Musik zur Zeit des Dolce Stil Nuovo (Romanica et Comparatistica),  Stauffenburg 2001, ISBN 3-86057-086-2
- Amicitia vocalis: sechs Kapitel zur frühen italienischen Lyrik mit Seitenblicken auf die Malerei, De Gruyter 2004, Nachdruck 2011, ISBN 3-484-52327-1

Herausgeberschaft
- zusammen mit Ilse Nolting-Hauff (Hrsg.): Das fremde Wort. Studien zur Interdependenz von Texten., Festschrift zum 60. Geburtstag von Karl Maurer, Amsterdam 1988